# Johan Peter Andreasson
Johan Peter Andreasson (i riksdagen kallad Andreasson i Hattestad), född 13 september 1809 i Berghems församling, Älvsborgs län, död där 21 maj 1887, var en svensk politiker. Han företrädde bondeståndet i Marks, Vedens och Bollebygds härader vid ståndsriksdagen 1865–1866.